# Жалда
Жалда — село в Тляратинском районе Дагестана. Входит в состав сельского поселения сельсовет Хиндахский.

## География
Расположено в 24 км к северо-востоку от районного центра — села Тлярата, на левом берегу реки Аварское Койсу.

## Население
| 1970 | 1989 | 2002 | 2010 | 2021 |
| ---- | ---- | ---- | ---- | ---- |
| 20   | ↘4   | ↘0   | →0   | →0   |